# Namibicola
Namibicola är ett släkte av fjärilar. Namibicola ingår i familjen mott.
Kladogram enligt Catalogue of Life:
| Namibicola | \| \| Namibicola simplex \| \| \| \| \| \| Namibicola splendida \| \| \| \| |
|            | \| \| Namibicola simplex \| \| \| \| \| \| Namibicola splendida \| \| \| \| |
|            | Namibicola simplex                                                          |
|            |                                                                             |
|            | Namibicola splendida                                                        |
|            |                                                                             |